# Milaan-Turijn 2024
De 104e editie van de wielerwedstrijd Milaan-Turijn vond plaats op 13 maart 2024. De wedstrijd startte in Rho en finishte ruim 177 kilometer later in Salassa. De wedstrijd maakte deel uit van de UCI ProSeries, met de categorie 1.Pro. Alberto Bettiol won de wedstrijd na een solo van ruim dertig kilometer.

## Uitslag
| Plaats  | Naam               | Ploeg                         | Tijd     |
| ------- | ------------------ | ----------------------------- | -------- |
| Winnaar | Alberto Bettiol    | EF Education-EasyPost         | 3u54'13" |
| 2       | Jan Christen       | UAE Team Emirates             | + 7"     |
| 3       | Marc Hirschi       | UAE Team Emirates             | + 9"     |
| 4       | Diego Ulissi       | UAE Team Emirates             | z.t.     |
| 5       | Kevin Vermaerke    | dsm-firmenich PostNL          | z.t.     |
| 6       | Gianluca Brambilla | Q36.5                         | z.t.     |
| 7       | Emil Herzog        | BORA-hansgrohe                | z.t.     |
| 8       | Martin Marcellusi  | VF Group-Bardiani CSF-Faizanè | z.t.     |
| 9       | Nick Schultz       | Israel-Premier Tech           | z.t.     |
| 10      | Frederik Wandahl   | BORA-hansgrohe                | z.t.     |
| 11      | Aleksej Loetsenko  | Astana Qazaqstan              | z.t.     |
| 12      | Floris De Tier     | Bingoal WB                    | z.t.     |
| 13      | Einer Rubio        | Movistar                      | z.t.     |
| 14      | Florian Lipowitz   | BORA-hansgrohe                | z.t.     |
| 15      | Bob Jungels        | BORA-hansgrohe                | + 23"    |
| 16      | Alexander Kristoff | Uno-X Mobility                | + 59"    |
| 17      | Arnaud Démare      | Arkéa-B&B Hotels              | z.t.     |
| 18      | Jake Stewart       | Israel-Premier Tech           | z.t.     |
| 19      | Cees Bol           | Astana Qazaqstan              | z.t.     |
| 20      | Bryan Coquard      | Cofidis                       | z.t.     |

1874 · 1875 - 1893 · 1894 · 1895 · 1896  · 1897 - 1902   · 1903 · 1904 · 1905 · 1906 - 1910 · 1911 · 1912 · 1913 · 1914 · 1915 · 1916 · 1917 · 1918 · 1919 · 1920 · 1921 · 1922 · 1923 · 1924 · 1925 · 1926 - 1930 · 1931 · 1932 · 1933 · 1934 · 1935 · 1936 · 1937 · 1938 · 1939 · 1940 · 1941 · 1942 · 1943 · 1944 · 1945 · 1946 · 1947 · 1948 · 1949 · 1950 · 1951 · 1952 · 1953 · 1954 · 1955 · 1956 · 1957 · 1958 · 1959 · 1960 · 1961 · 1962 · 1963 · 1964 · 1965 · 1966 · 1967 · 1968 · 1969 · 1970 · 1971 · 1972 · 1973 · 1974 · 1975 · 1976 · 1977 · 1978 · 1979 · 1980 · 1981 · 1982 · 1983 · 1984 · 1985 · 1986 · 1987 · 1988 · 1989 · 1990 · 1991 · 1992 · 1993 · 1994 · 1995 · 1996 · 1997 · 1998 · 1999 · 2000 · 2001 · 2002 · 2003 · 2004 · 2005 · 2006 · 2007 · 2008 · 2009 · 2010 · 2011 · 2012 · 2013 · 2014 · 2015 · 2016 · 2017 · 2018 · 2019 · 2020 · 2021 · 2022 · 2023 · 2024 · 2025
Ronde van Valencia ·
Figueira Champions Classic ·
Ronde van Oman ·
Clásica de Almería ·
Ronde van de Algarve ·
Ruta del Sol ·
Ardèche Classic ·
Drôme Classic ·
Kuurne-Brussel-Kuurne ·
Trofeo Laigueglia ·
Nokere Koerse ·
Milaan-Turijn ·
GP Denain ·
Bredene Koksijde Classic ·
Grote Prijs Miguel Indurain ·
Scheldeprijs ·
Brabantse Pijl ·
Ronde van de Alpen ·
Ronde van Turkije ·
Grote Prijs van Plumelec ·
Tro Bro Léon ·
Ronde van Hongarije ·
Vierdaagse van Duinkerke ·
Boucles de la Mayenne ·
Ronde van Noorwegen ·
Circuit Franco-Belge ·
Brussels Cycling Classic ·
Dwars door het Hageland ·
Ronde van België ·
Ronde van Slovenië ·
Ronde van het Qinghaimeer ·
Ronde van Wallonië ·
Arctic Race of Norway ·
Ronde van Burgos ·
Ronde van Denemarken ·
Ronde van Duitsland ·
Maryland Cycling Classic ·
Ronde van Groot-Brittannië ·
Grote Prijs van Fourmies ·
GP Industria & Artigianato-Larciano ·
Coppa Sabatini ·
Grote Prijs van Wallonië ·
Ronde van Luxemburg ·
Super 8 Classic ·
Ronde van Langkawi ·
Ronde van het Münsterland ·
Ronde van Emilia ·
Parijs-Tours ·
Coppa Bernocchi ·
Ronde van de Drie Valleien ·
Ronde van Piemonte ·
Ronde van het Taihu-meer ·
Ronde van Veneto ·
Japan Cup ·
Veneto Classic